# キャプテンEO
キャプテンEO（英: Captain EO、キャプテン・イーオー）は、ディズニーパークにあったマイケル・ジャクソン主演の3D（4D）立体映画アトラクション。東京ディズニーランドの同アトラクションは、2014年6月末で終演を迎えた。

## アトラクションが存在したパーク
- ディズニーランド（ディズニーランド・リゾート）
- エプコット（ウォルト・ディズニー・ワールド・リゾート）
- 東京ディズニーランド（東京ディズニーリゾート）
- ディズニーランド・パーク（ディズニーランド・パリ）

## 概要
マイケル・ジャクソンの人気が絶頂期を迎えていた1986年9月に、エプコットとディズニーランドでオープンした。このアトラクションもジャクソン同様に人気が高かったことから、東京ディズニーランドとディズニーランド・パリでもオープンしたが、1990年代後半に4つのパーク全てでクローズした。
2009年6月にジャクソンが死去したことを受け、アトラクションの復活が決まった。最初にディズニーランドにて2010年2月23日にオープンし、続いてディズニーランド・パリにて6月12日に、東京ディズニーランドにて7月1日、エプコットにて7月2日にそれぞれオープンした。
ちなみに4つのパーク全てが「ミクロ・オーディエンス」（東京ディズニーランドは「ミクロアドベンチャー!」）を休演して、その施設を流用している。当初は、どのパークも期間限定（東京ディズニーランドでは1年間）の復活を予定していたが、後に全てのパークにてレギュラーアトラクションとして上映されることになった。これに伴い「ミクロ・オーディエンス」（ミクロアドベンチャー!）は、正式にクローズした。
ストーリー
色彩を全く失った暗黒の星へとたどり着いたキャプテンEOと仲間たちが、歌やダンスなどで暗黒の女王に挑む。
スタッフ
- 制作総指揮：ジョージ・ルーカス
- 監督：フランシス・フォード・コッポラ

キャスト
- キャプテンEO：マイケル・ジャクソン
- 暗黒の女王：アンジェリカ・ヒューストン
- ボグ司令官：ディック・ショーン
- フーター：トニー・コックス
- アイディ：デビー・リー・キャリントン
- オディ：シンディ・ソレンセン
- メジャードモ：ゲイリー・ドピュー
- ナレーター：パーシー・ロドリゲス（クレジットなし）

挿入歌
- We Are Here To Change the World
- Another Part of Me

## キャラクター
キャプテンEO
本作の主人公、落ちこぼれクルーというレッテルをはられた仲間達を率いるキャプテン。
ファズボール
翼をもったスペースモンキー。キャプテンEOの肩に乗っている。ベース担当。
フーター
象に似ているおっちょこちょいな生き物。食いしん坊で宇宙地図を食べてしまう。キーボード担当。
ザ・ギークス
体に二つの頭が付いている兄弟。左の頭がオディ、右がアイディという。宇宙船の操縦を担当している。ドラム担当。
メジャードモ&マイナードモ
二人組のロボット。人型のロボットがメジャードモ、小さくてキャタピラが付いているのがマイナードモ。メジャードモは左足がベース、それ以外はドラムに変身し、マイナードモはシンセサイザーに変身する。
暗黒の女王
上半身が無数のケーブルにつながれてる悪の女王。最後では、華麗な姿に変身する。

## 各施設紹介

### エプコット
| キャプテンEO     | キャプテンEO     | キャプテンEO                              | キャプテンEO                              |
| ---------------- | ---------------- | ----------------------------------------- | ----------------------------------------- |
| オープン日       | オープン日       | 1986年9月12日（再オープンは2010年7月2日） | 1986年9月12日（再オープンは2010年7月2日） |
| クローズ日       | クローズ日       | 1994年7月6日（再クローズは2015年12月6日） | 1994年7月6日（再クローズは2015年12月6日） |
| スポンサー       | スポンサー       | なし                                      | なし                                      |
| 所要時間         | 所要時間         | 約17分                                    | 約17分                                    |
| 利用制限         |                  | なし                                      | なし                                      |
| シングルライダー | シングルライダー |                                           | 対象外                                    |

世界のパークで最初にできたアトラクション。2010年7月2日に再オープンした。

### ディズニーランド
| キャプテンEO     | キャプテンEO     | キャプテンEO                               | キャプテンEO                               |
| ---------------- | ---------------- | ------------------------------------------ | ------------------------------------------ |
| オープン日       | オープン日       | 1986年9月18日（再オープンは2010年2月23日） | 1986年9月18日（再オープンは2010年2月23日） |
| クローズ日       | クローズ日       | 1997年4月7日（再クローズは2014年6月22日）  | 1997年4月7日（再クローズは2014年6月22日）  |
| スポンサー       | スポンサー       | コダック                                   | コダック                                   |
| 所要時間         | 所要時間         | 約17分                                     | 約17分                                     |
| 定員             | 定員             | 不明                                       | 不明                                       |
| 利用制限         |                  | なし                                       | なし                                       |
| シングルライダー | シングルライダー |                                            | 対象外                                     |

2009年12月18日に再オープンが発表された。このアトラクションの跡地にあったミクロ・オーディエンスをクローズして世界のパークに先駆けて再オープンした。

### 東京ディズニーランド

#### 初演版
| キャプテンEO     | キャプテンEO     | キャプテンEO                                             | キャプテンEO                                             |
| ---------------- | ---------------- | -------------------------------------------------------- | -------------------------------------------------------- |
| オープン日       | オープン日       | 1987年3月20日                                            | 1987年3月20日                                            |
| クローズ日       | クローズ日       | 1996年9月1日                                             | 1996年9月1日                                             |
| スポンサー       | スポンサー       | ジェーシービー(JCB)                                      | ジェーシービー(JCB)                                      |
| 所要時間         | 所要時間         | 約17分(メイキング・オブ「キャプテンEO」を含めると約23分) | 約17分(メイキング・オブ「キャプテンEO」を含めると約23分) |
| 定員             | 定員             | 428人                                                    | 428人                                                    |
| 利用制限         |                  | なし                                                     | なし                                                     |
| ファストパス     | ファストパス     |                                                          | 対象外                                                   |
| シングルライダー | シングルライダー |                                                          | 対象外                                                   |

声の出演
- 日本語版の冒頭部分のナレーター - 柴田秀勝
- メイキング・オブ「キャプテンEO」のナレーター - 富田耕生

エピソード
1987年3月20日、シネマシアター内スクリーン周辺にレーザービームとスモークなどを発する特殊効果を施し、グランドオープンした。なお、待合いロビーの内装は、キャストが立つステージの背面に「CAPTAIN EO」のロゴの取り付けと、壁の装飾が映画の登場キャラクターの立体ホログラムディスプレイと、劇中歌の歌詞が書かれたボードの設置以外は変更なし。キャストのコスチュームも「エターナルシー」時代からのをそのまま継続使用。
オープン当時、開園時間と同時にゲストがなだれ込む日も多かった。入場を待つ列は、夕方までプラザ（中央広場）まで延びることもあった。
上映中は、爆発音や目の前に迫るものが随所で突発的にあったため、子供だけでなく、女性客の悲鳴もあちこちであり、終映まで耐え切れず途中で退館するゲストもいた。
トゥモローランドのキャラクターグリーティングやイベントに於いて、グーフィーがキャプテンEOの衣装を纏ったことがあった。
公開と同時期にマイケル・ジャクソンが「Bad World Tour」にて来日し、夕方から一人でランドを丸ごと貸し切った。

#### 再演版
| キャプテンEO     | キャプテンEO     | キャプテンEO                                             | キャプテンEO                                             |
| ---------------- | ---------------- | -------------------------------------------------------- | -------------------------------------------------------- |
| オープン日       | オープン日       | 2010年7月1日                                             | 2010年7月1日                                             |
| クローズ日       | クローズ日       | 2014年6月30日                                            | 2014年6月30日                                            |
| スポンサー       | スポンサー       | ジェーシービー(JCB)                                      | ジェーシービー(JCB)                                      |
| 所要時間         | 所要時間         | 約17分(メイキング・オブ「キャプテンEO」を含めると約23分) | 約17分(メイキング・オブ「キャプテンEO」を含めると約23分) |
| 定員             | 定員             | 428人                                                    | 428人                                                    |
| 利用制限         |                  | なし                                                     | なし                                                     |
| ファストパス     | ファストパス     |                                                          | ○                                                        |
| シングルライダー | シングルライダー |                                                          | 対象外                                                   |

2010年7月1日より再演開始。同じアトラクションが再演されるのは、東京ディズニーリゾートで初となる。跡地にある「ミクロアドベンチャー!」を2010年5月10日にクローズしその施設を流用している。当初は1年間の期間限定再演を予定していたが、2011年5月6日にOLCからレギュラーアトラクション化する発表があった。また、初演の時にはなかったディズニー・ファストパスが導入された。
映像の内容は初演と同じ（戦闘の場面などでライトが照らし出される）だが、初演にあった煙やレーザー光線などの演出は無くなっている。その代わりに、音楽などの場面に合わせて座席が振動したり、水がかかってくる演出が加わった。

オープン日は、最大で90分待ちとなった。2015年夏に、リロ&スティッチを題材とした新アトラクション（スティッチ・エンカウンター）導入に伴い、2014年6月30日をもって終了した。

### ディズニーランド・パリ
| キャプテンEO     | キャプテンEO     | キャプテンEO                               | キャプテンEO                               |
| ---------------- | ---------------- | ------------------------------------------ | ------------------------------------------ |
| オープン日       | オープン日       | 1992年4月12日（再オープンは2010年6月12日） | 1992年4月12日（再オープンは2010年6月12日） |
| クローズ日       | クローズ日       | 1998年8月19日（再クローズは2015年4月12日） | 1998年8月19日（再クローズは2015年4月12日） |
| スポンサー       | スポンサー       | なし                                       | なし                                       |
| 利用制限         |                  | なし                                       | なし                                       |
| シングルライダー | シングルライダー |                                            | 対象外                                     |

2010年6月12日に再オープンした。